# لنگر (ساری)
لنگر نام یکی از روستاهای بخش چهاردانگه شهرستان ساری در استان مازندران می‌باشد . این روستا در موقعیت جنوب شرقی استان در کیلومتر هفتاد و پنج محور ساری - سمنان واقع شده که به لحاظ آب و هوا دارای ویژگی منحصر به خود می‌باشد . نام این منطقه بر اساس تاریخ طبری لنگورخان بوده که در مرور زمان به لنگر تغییر یافته‌است.
بر اساس سرشماری سال ۱۳۸۵، جمعیت این روستا ۴۷۳ نفر (۱۲۱ خانوار) بوده‌است.